# 旭市立海上中学校
旭市立海上中学校（あさひしりつ うなかみちゅうがっこう）は、千葉県旭市高生に所在する公立の中学校。

## 沿革
- 1958年（昭和33年）9月1日 - 千葉県海上郡海上町立海上中学校誕生[1]

## 年間行事
- 4月 入学式、新入生歓迎会
- 5月 生徒総会、3年修学旅行
- 6月 定期テスト
- 8月 2年職場体験
- 9月 校内体育大会
- 10月 定期テスト、文化祭
- 11月 定期テスト
- 12月 生徒会役員選挙
- 1月 生徒会役員任命式
- 2月 3年学年末テスト、定期テスト
- 3月 卒業式[2]

## 防災施設として
市の地域防災計画の中で、他の学校とともに災害発生時の避難所に指定されており、避難時の生活用水を確保できるよう耐震性の地下貯水槽が整備されている。